# Clytus pacificus
Clytus pacificus är en skalbaggsart som först beskrevs av Van Dyke 1920.  Clytus pacificus ingår i släktet Clytus och familjen långhorningar. Inga underarter finns listade i Catalogue of Life.